# Anderson Glacier
 Glacier Anderson är en glaciär i Antarktis. Den ligger i Västantarktis. Argentina, Chile och Storbritannien gör anspråk på området.  Glacier Anderson ligger 213 meter över havet.
Terrängen runt  Glacier Anderson är lite bergig. Trakten är obefolkad. Det finns inga samhällen i närheten.